# Moseley RFC
Moseley Rugby Football Club ist ein englischer Rugbyverein aus Moseley, einem Stadtteil von Birmingham. Er spielt in der zweithöchsten englischen Liga, der RFU Championship, das Stadion ist Billesley Common.

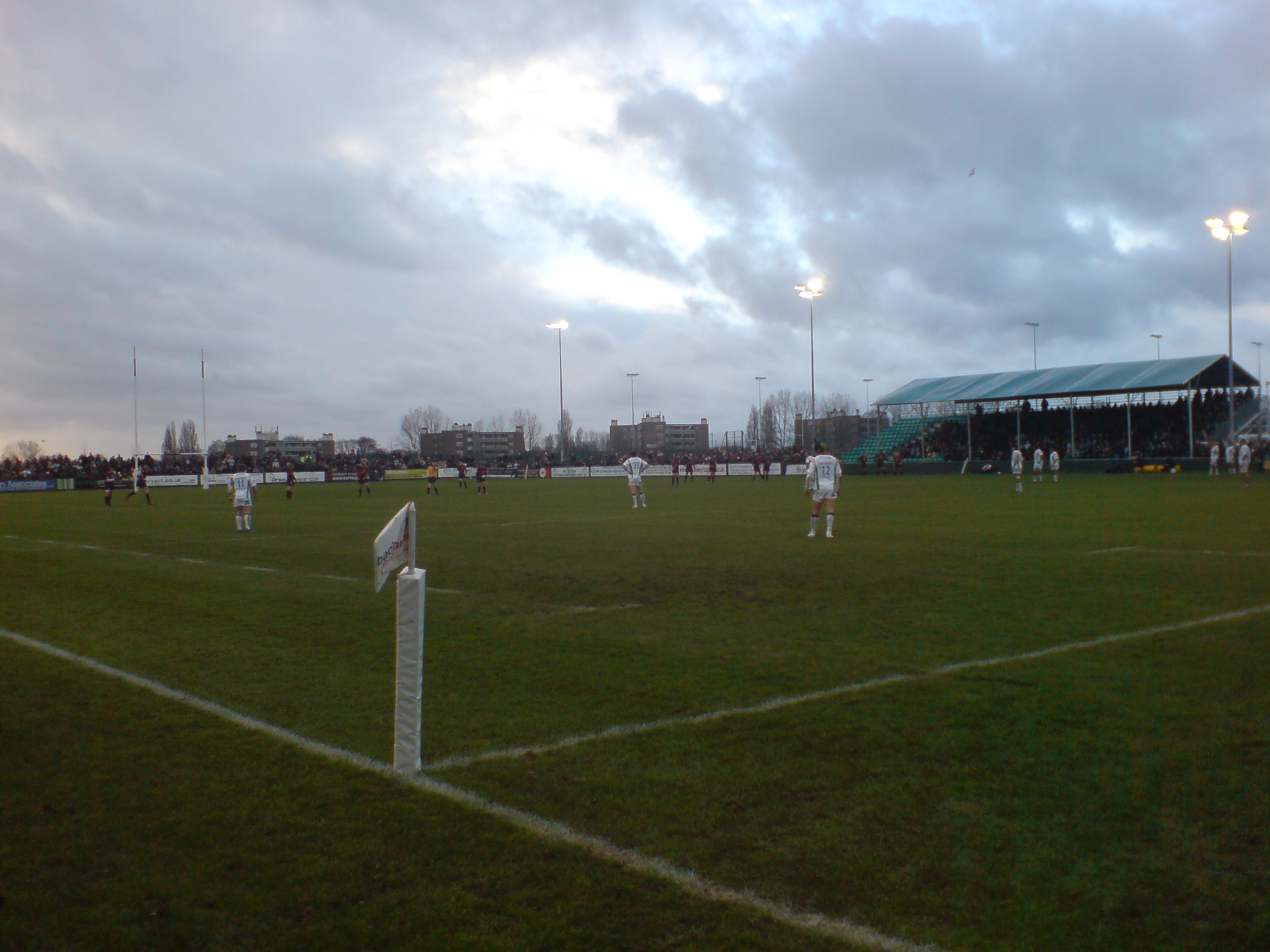
Moseley gegen die Northampton Saints 2007

Der Verein wurde 1873 gegründet. Beim Rugby-Turnier der Olympischen Sommerspiele 1900 stellte er die meisten Spieler des britischen Teams, das die Silbermedaille gewann. Moseley war besonders in den 1960er und 1970er Jahren in Pokalwettbewerben sehr erfolgreich, u. a. im John Player Cup. Außerdem wurden Fidschi und die Barbarians geschlagen. In dieser Zeit konnten auch mehrere englische und walisische Nationalspieler gestellt werden. Diese Zeit nennt man noch heute „goldene Jahre“.
In der Profi-Ära ab Mitte der 1990er Jahre folgte jedoch der rasche sportliche wie finanzielle Abstieg, da man mit vielen Vereinen nicht mehr Schritt halten konnte.